# Tiril Eckhoff
Tiril Kampenhaug Eckhoff (Bærum, 21 de mayo de 1990) es una deportista noruega que compitió en biatlón.
Participó en tres Juegos Olímpicos de Invierno, obteniendo en total ocho medallas, tres en Sochi 2014, oro en el relevo mixto, plata en el relevo y bronce en salida en grupo, dos en Pyeongchang 2018, plata en el relevo mixto y bronce en salida en grupo, y dos en Pekín 2022, oro en relevo mixto, plata en salida en grupo y bronce en persecución.
Ganó quince medallas en el Campeonato Mundial de Biatlón entre los años 2015 y 2021.

## Palmarés internacional
| Juegos Olímpicos   | Juegos Olímpicos            | Juegos Olímpicos  | Juegos Olímpicos        |
| Año                | Lugar                       | Medalla           | Prueba                  |
| ------------------ | --------------------------- | ----------------- | ----------------------- |
| 2014               | Sochi (Rusia)               | Medalla de oro    | Relevo mixto            |
| 2014               | Sochi (Rusia)               | Medalla de plata  | Relevo                  |
| 2014               | Sochi (Rusia)               | Medalla de bronce | Salida en grupo         |
| 2018               | Pyeongchang (Corea del Sur) | Medalla de plata  | Relevo mixto            |
| 2018               | Pyeongchang (Corea del Sur) | Medalla de bronce | Salida en grupo         |
| 2022               | Pekín (China)               | Medalla de oro    | Relevo mixto            |
| 2022               | Pekín (China)               | Medalla de plata  | Salida en grupo         |
| 2022               | Pekín (China)               | Medalla de bronce | Persecución             |
| Campeonato Mundial |                             |                   |                         |
| Año                | Lugar                       | Medalla           | Prueba                  |
| 2015               | Kontiolahti (Finlandia)     | Medalla de bronce | Relevo mixto            |
| 2016               | Oslo (Noruega)              | Medalla de oro    | Velocidad               |
| 2016               | Oslo (Noruega)              | Medalla de oro    | Relevo                  |
| 2016               | Oslo (Noruega)              | Medalla de bronce | Relevo mixto            |
| 2019               | Östersund (Suecia)          | Medalla de oro    | Relevo                  |
| 2019               | Östersund (Suecia)          | Medalla de oro    | Relevo mixto            |
| 2019               | Östersund (Suecia)          | Medalla de plata  | Persecución             |
| 2020               | Anterselva (Italia)         | Medalla de oro    | Relevo                  |
| 2020               | Anterselva (Italia)         | Medalla de oro    | Relevo mixto            |
| 2021               | Pokljuka (Eslovenia)        | Medalla de oro    | Velocidad               |
| 2021               | Pokljuka (Eslovenia)        | Medalla de oro    | Persecución             |
| 2021               | Pokljuka (Eslovenia)        | Medalla de oro    | Relevo                  |
| 2021               | Pokljuka (Eslovenia)        | Medalla de oro    | Relevo mixto            |
| 2021               | Pokljuka (Eslovenia)        | Medalla de plata  | Relevo mixto individual |
| 2021               | Pokljuka (Eslovenia)        | Medalla de bronce | Salida en grupo         |